# Intelligency (гурт)
Intelligency (Electronic live-band «Intelligency») — білоруський музичний колектив, що грає в стилі техно і виконує пісні англійською, білоруською, українською та російською мовами. Самі музиканти називають свій стиль «техно-блюз».

## Історія
Гурт заснований 9 травня 2013 року Всеволодом Довбнею і Юрієм Тарасевичем.
У 2015 році до колективу приєдналися гітарист Євген Мурашко і бас-гітарист Михайло Станевич, а перший виступ на публіці відбувся в лютому того ж року.
Перша збірка треків, «Feel the …,» вийшла в кінці 2013 року.
У березні 2014 року вийшов EP "In. Need. Indeed ".
Перший альбом називався «Doloven», з'явився наприкінці 2015 року, і був виключно англомовним.
Згодом музикантам захотілося різноманіття, зокрема, щоб глибше передавати образи та сенси. Почали експериментувати, так гурт зазвучав рідною білоруською мовою, російською та українською. Як результат, навесні 2016 року вийшов EP «Mova» з трьох пісень.
Влітку 2017 був опублікований другий альбом, «Techno Blues», що складається з десяти композицій.
У 2018 році гурт випустив ЕР «Hedonism», і 15 грудня того ж року презентували його у Києві.
Весною 2019 року гурт брав участь у другому сезоні російського шоу «Пісні» на ТНТ, де дійшов до етапу відбору.
Наступний альбом, «Renovatio», вийшов у 2019 році. Заголовною піснею альбому була композиція «August», яка стала набирати популярність в сервісах TikTok і Shazam з січня 2020 року.
15 березня 2020 року гурт підписав контракт зі світовим гігантом «Warner Music Group», і співпрацюватиме з їх дочірнім підприємством «Warner Music Russia».
20 листопада того ж року гурт опублікував мініальбом «Muzika 2020» з шести композицій.

## Склад
- Всеволод Довбня — вокал, гітара
- Юрій Тарасевич — драм-машина, перкусія, клавіші
- Євген Мурашко — гітара, бек-вокал
- Михайло Станевич — бас, клавіші

## Дискографія
- 2015 — «Doloven»
- 2017 — «Techno Blues»
- 2020 — «Renovatio»